# Ајклинген
Ајклинген (њем. Eicklingen) општина је у њемачкој савезној држави Доња Саксонија. Једно је од 24 општинска средишта округа Целе. Према процјени из 2010. у општини је живјело 3.218 становника. Посједује регионалну шифру (AGS) 3351007.

## Географски и демографски подаци
Ајклинген се налази у савезној држави Доња Саксонија у округу Целе. Општина се налази на надморској висини од 43 метра. Површина општине износи 22,8 km². У самом мјесту је, према процјени из 2010. године, живјело 3.218 становника. Просјечна густина становништва износи 141 становника/km².

## Међународна сарадња
| Мјесто | Држава    | Врста сарадње | Од    |
| ------ | --------- | ------------- | ----- |
| Довил  | Француска | партнерство   | 1987. |
| Извор  |           |               |       |